# لو يوان
لو يوان (بالصينية: 綠原، الاسم الحقيقي ليو بان جيو 劉半九) شاعر وكاتب ومترجم صيني بارز ولد في 8 نوفمبر 1922 في منطقة هوانغبي في مقاطعة هوبيه في الصين، وتوفي في 29 سبتمبر 2009 في بكين.
درس في قسم الآداب الأجنبية في جامعة فودان خلال الفترة 1942–1944. انخرط في العمل الثوري منذ سنة 1948، وفي السنة نفسها انضم إلى الحزب الشيوعي الصيني.
تعود أولى إصداراته إلى بداية أربعينات القرن العشرين، عندما نشر مجموعة شعرية بعنوان «أحاديث بريئة» تميزت بأسلوب متنوع. أثارت حرب المقاومة والتحرير العاطفة القومية في الشاعر، وبرزت القومية والواقعية في مجموعته الشعرية الثانية «نقطة بداية جديدة» أبرز فيها الحكم المظلم للحكومة الرجعية وهاجمها.
يتصف شعر لو يوان منذ ثمانينات القرن العشرين بالرزانة والاتّزان، ولكنه لا يزال ملئياً بالألوان والصور والحماس القومي.
حصل لو يوان على عدد من الجوائز، منها الجائزة الشعرية الوطنية لاتحاد كتاب الصين في سنة 1986 وجائزة لو شون الأدبية في سنة 1998 وجائزة الإكليل الذهبي في السنة نفسها.